# District d'Ornans
Le district d'Ornans est une ancienne division territoriale française du département du Doubs de 1790 à 1795.
Il était composé des cantons de Ornans, Amancey, Nods, Orchamps, Vercel et Vuillafans.